# Joan Clarke
Joan Elisabeth Lowther Clarke, coniugata Murray (Londra, 24 giugno 1917 – Oxfordshire, 4 settembre 1996), è stata una crittanalista e numismatica britannica.

## Giovinezza e vita personale
Joan nacque a West Norwood, Londra. Era la figlia minore di Dorothy Fulford e del reverendo William Kemp Lowther Clarke. Ella fu nota soprattutto per il suo lavoro di crittoanalista a Bletchley Park durante la Seconda guerra mondiale, nel progetto top secret per la decodifica della macchina cifratrice tedesca Enigma: per questo ruolo le vennero assegnati numerosi riconoscimenti, tra cui l'ordine dell'Impero Britannico (MBE), conferitole nel 1947. Inoltre, ebbe numerosi hobby e passioni: gli scacchi, la botanica, e lavorare a maglia.
Aveva altri tre fratelli e una sorella, ed è morta a Headington, Oxfordshire.

### Educazione
Joan Clarke frequentò la Dulwich High School for Girls nel sud di Londra e vinse una borsa di studio per frequentare il Newnham College, Cambridge dove si laureò con lode in matematica. Le fu tuttavia negata la laurea magistrale, poiché la politica di Cambridge prevedeva che potesse essere conferita ai soli uomini. Tale politica fu abbandonata soltanto nel 1948.

## Lavoro a Bletchley Park
Nel giugno del 1940, Clarke fu ammessa dal suo vecchio supervisore accademico, Gordon Welchman, alla Scuola di codici e cifrari del governo (GC&CS).
Lavorò a Bletchley Park nella sezione nota come Baracca 8 e divenne rapidamente una degli impiegati al Banburismo, un processo crittoanalitico basato sulla probabilità delle combinazioni del cifrario inventato da Alan Turing per ridurre il tempo che la Bomba impiegava a capire le impostazioni giornaliere di Enigma. Hugh Alexander, direttore della Baracca 8 dal 1943 al 1944, la descrisse come "una tra i migliori Banburisti della sezione". Alexander stesso venne descritto come il migliore dei Banburisti: lui e Irving John Good consideravano il processo in sé più come un passatempo intellettuale che come un lavoro. Lo descrissero come "non abbastanza facile da essere banale, ma non abbastanza difficile per causare un esaurimento nervoso".
Divenne vicedirettrice della Baracca 8 nel 1944. Il lavoro di decrittazione durante la guerra fu quasi interamente svolto da uomini. Clarke veniva pagata meno di loro e si sentì ostacolata nella carriera a causa del suo sesso.

### Relazione con Alan Turing
Clarke e il suo collega crittoanalista Alan Turing divennero buoni amici a Bletchley Park. Turing organizzava i loro turni in modo da lavorarci insieme, e passavano spesso il tempo libero in compagnia. Nella primavera del 1941, Turing le chiese di sposarlo e la presentò alla sua famiglia. Dopo aver confessato la propria omosessualità alla fidanzata, che si dice non rimase per niente turbata dalla rivelazione, Turing decise comunque di non sposarla e sciolse il fidanzamento nell'estate del 1941.
Nonostante i cambiamenti della loro relazione, Clarke e Turing furono intimi amici sin da subito e tale amicizia perdurò per anni, fino alla morte di Turing. I due condividevano molti hobby e avevano una personalità simile.

## Dopo la guerra
Dopo la guerra, Clarke lavorò per il GCHQ, dove incontrò il luogotenente John Kenneth Ronald Murray, un ufficiale dell'esercito in pensione che aveva servito in India. Si sposarono il 26 luglio 1952 alla Cattedrale di Chichester. Poco dopo il loro matrimonio, John Murray si ritiro dal GCHQ per problemi di salute e i due si trasferirono a Crail in Scozia. Tornarono a lavorare al GCHQ nel 1962 dove Clarke rimase sino al 1977, quando all'età di 60 anni andò in pensione.

### L'interesse per la numismatica
Clarke fu una numismatica di talento. Ha fissato la sequenza per la complessa serie dell'unicorno d'oro e delle pesanti monete dette groat, in circolazione in Scozia durante i regni di Giacomo III e Giacomo IV di Scozia. Nel 1986, la sua ricerca fu riconosciuta dalla British Numismatic Society e le fu attribuita la medaglia d'oro Sanford Saltus. Il numero 405 della rivista Numismatic Circular descrive la sua pubblicazione sull'argomento come "magistrale".

## Ultimi anni e morte
Dopo la morte del marito nel 1986, Clarke si trasferì a Headington, nell'Oxfordshire, dove continuò le sue ricerche numismatiche. Durante gli anni Ottanta, assisté Sir Harry Hinsley nella stesura dell'appendice del terzo volume, parte seconda della pubblicazione Intelligence britannica nella seconda guerra mondiale, del progetto Storia della seconda guerra mondiale, che racconta i contributi della Gran Bretagna nel conflitto. Ha anche aiutato gli storici studiosi della crittoanalisi durante la seconda guerra mondiale a Bletchley Park. I suoi risultati in questo campo non sono però completamente noti a causa del segreto sull'attività dei crittoanalisti.
Morì il 4 settembre 1996 nella sua casa a Headington.

## Riconoscimenti
- 1947: Viene proclamata membro dell'Ordine dell'Impero Britannico (MBE).[3]
- 1986: Le viene conferita la medaglia d'oro Sanford Saltus dalla British Numismatist Society per le sue ricerche sul conio in circolazione durante il regno di re Giacomo III e re Giacomo IV di Scozia.[3][12]

## Apparizioni in adattamenti cinematografici
Keira Knightley recita nel ruolo di Joan Clarke nel film The Imitation Game del 2014, Benedict Cumberbatch compare nel ruolo di Alan Turing. Inagh Payne, nipote ancora vivente di Turing, descrive Joan Clarke come 'piuttosto ordinaria' e pensa che la Knightley non sia l'attrice più adatta a ricoprire quel ruolo. Il biografo di Turing, Andrew Hodges, critica il copione per "aver insistito sulla relazione tra Turing e la Clarke facendola sembrare molto più di quello che era".
Comunque, un articolo del giornalista della BBC Joe Miller afferma che in questo modo la storia di Joan Clarke è stata celebrata. Il regista del film, Morten Tyldum, afferma che viene mostrato come Joan Clarke abbia avuto successo nel suo campo nonostante lavorasse in un'epoca in cui "l'intelligenza nelle donne non era molto apprezzata".